# 拉塔納·庫馬爾
拉塔納·庫馬爾（英語：R. M. Rathna Kumar），印度男導演及編劇，知名作品如自編自導的首部長片《不吃草的鹿》（2017年）。

## 職業生涯
拉塔納·庫馬爾以低成本短片《酒精》開啟了電影事業，該片被收錄在詩選電影《長椅有聲電影》（2015年）中。後來他將該短片改編成長片，名為《不吃草的鹿》（2017年）。《不吃草的鹿》取得了成功，成為了主演維巴夫的代表作之一。庫馬爾之後執導了由阿玛拉·保勒主演的《一絲不掛》，上映後評價褒貶不一，但凸顯了社會的一個重要面向。
庫馬爾與編導洛克希·卡納賈拉吉是朋友，他先在《麻辣教授》（2021年）及《考萊塢之硬漢任務》（2022年）與洛克希合作，擔任聯合對白作家。之後在《啡常火拼》中擔任聯合編劇。

## 外部連結
- 拉塔納·庫馬爾在互联网电影资料库（IMDb）上的資料（英文）
- 拉塔納·庫馬爾的Instagram帳戶